# Træpiller
Træpiller er et biobrændsel, som er produceret af hårdt sammenpressede træfibre. Træpiller produceres primært af restprodukter fra træforarbejdning. Næsten alle træarter kan anvendes til produktion af træpiller – oftest anvendes nåletræ. 

## Miljøpåvirkning og CO2
Dette afsnit eller denne liste er kun påbegyndt. Hvis du ved mere om emnet, kan du hjælpe Wikipedia ved at tilføje mere.

Selv om træpiller regnes for CO2-neutrale, er det ikke dets samme som at de er bæredygtige. Ifølge Klimarådet medfører Danmarks store forbrug af biomasse at forbruget pr. dansker er tre gange så stort som det, der er plads til pr. menneske i verden, hvis udnyttelsen skal være bæredygtig (2019).

## Varmekilde
Træpiller benyttes i Danmark af 103.716 husstande som den primær varmekilde.

## Råvarer
Råvarer til produktionen af træpiller er restprodukter fra savværker og træindustrien, såsom spåner, savsmuld og resttræ.[kilde mangler]

## Produktion
Der er for få eller ingen kildehenvisninger i dette afsnit, hvilket er et problem. Du kan hjælpe ved at angive troværdige kilder til de påstande, som fremføres.

Produktion af træpiller sker ved at våde råvarer nedtørres. Stort vandindhold gør det svært at pelletere, og træpillen mister sin stabilitet og energiindhold.
Råvarerne formales i en slaglemølle inden de presses til træpiller. Lige før presning finjusteres træmassens vandindhold ved tilsætning af vand. Under presning opstår der en høj friktionsvarme, herved frigives træets naturlige lim (lignin), som binder træfibrene sammen i de færdige træpiller. Presningen sker gennem en matrice, hvor træmassen presses igennem cylindriske huller og kommer ud som træpiller. Træpille diameteren er typisk 6 og 8 mm eller mere.
Efter presning sendes træpillerne til afkøling. Træpillerne bliver efterfølgende sigtet for at fjerne smuld, som er opstået ved produktionen. Træpiller lagres løse og sigtes normalt igen før udlevering som løsvare, storsække eller i småsække på paller.

## Træpilletyper
Træpiller kan variere i længde op til 5 x diameter. Typiske træpille størrelse i Danmark 6 mm og 8 mm.[kilde mangler]

## Pillekvalitet
Der er for få eller ingen kildehenvisninger i dette afsnit, hvilket er et problem. Du kan hjælpe ved at angive troværdige kilder til de påstande, som fremføres.

Parametre, som har stor indflydelse på træpillernes kvalitet er: Råvarer, disses renhed, vandindhold, presningsgrad og smuldprocent. In- og ekstern transport, produktionsmetoder samt opbevaring undervejs fra produktion til forbrugeren har stor indflydelse på træpillernes kvalitet; herved kan smuld, urenheder og vandprocent påvirkes markant.
Kvalitetssikring og test af kvaliteten af træpiller sker igennem anerkendte institutter, hvor der testes efter en godkendt standard. I Danmark er der pt. ingen standard, men der arbejdes på en ny fælles EU-norm.